# Pokuszenie (film 1981)
Pokuszenie (niem. Die Versuchung) – polsko-niemiecki dramat psychologiczny z roku 1981 w reżyserii Krzysztofa Zanussiego.

## Fabuła
Film obyczajowy, który ukazuje dwie różne postawy wobec świata i ludzi: pierwszą - otwartą, akceptującą, pełną optymizmu, drugą - chłodną uczuciowo, zachowującą dystans wobec otoczenia, egocentryczną.

## Obsada
- Helmut Griem - Ludwig
- Maja Komorowska - Marta
- Tadeusz Bradecki - Tenisista
- Eva Maria Meineke - Joanna
- Rolf Becker - Stefan
- Mathieu Carrière - Psychiatra